# 821
Évszázadok: 8. század – 9. század – 10. század
Évtizedek: 770-es évek – 780-as évek – 790-es évek – 800-as évek – 810-es évek – 820-as évek – 830-as évek – 840-es évek – 850-es évek – 860-as évek – 870-es évek
Évek: 816 – 817 – 818 – 819 –  820 – 821 – 822 – 823 – 824 – 825 – 826

## Események

### Európa
- II. Mikhaél bizánci császár társuralkodójává koronáztatja fiát, Theophiloszt.
- Mikhaél korábbi barátja, Szláv Thómasz hadvezér Amorionban fellázad az előző év karácsonyán trónra került császár ellen. Maga mellé állítja Anatólia nagy részét és összegyűjti csapatait. A bizánci válságot kihasználva arab portyázók és kalózok fosztogatják Kis-Ázsiát. Thómasz határozottan reagál és betör az Abbászida Kalifátusba (vagy Szíriába vagy Örményországba). Al-Mamún kalifának imponál a tehetséges hadvezér (különös tekintettel arra, hogy neki is gondot okoz Perzsiában Bábak felkelése) és békét, majd szövetséget köt vele.
- Thómasz flottát gyűjt és ősszel átvonul Konstantinápolyhoz, ahol seregével átkel Trákiába és ostrom alá veszi a várost. A Mikhaélhez hű konstantinápolyiak visszaverik támadásait, így a tél beálltakor kénytelen táborba vonulni.
- Lothár, Jámbor Lajos frank császár fia és társuralkodója feleségül veszi Hugó tours-i gróf lányát, Ermengarde-ot.
- Meghal Borna, a frankoknak behódoló horvátországi szláv fejdelem. Utóda unokaöccse, Vladislav, aki Jámbor Lajostól megkapja a Dalmácia és Liburnia hercege címet. A frankok ellen lázadó Ljudevit velencei építészek segítségével erődöket emeltet.
- Meghal Coenwulf merciai király. Utóda öccse, I. Ceolwulf (az egyik krónika szerint előbb gyerekkorú fia, Cynehelm követte a trónon, akit azonban hamarosan meggyilkoltak).

### Abbászida Kalifátus
- Al-Mamún kalifa hűséges hadvezérét, Táhir ibn Huszajnt nevezi ki Horászán kormányzójává; ezzel kezdődik a Táhirida dinasztia felemelkedése.

## Születések
- Gisela, Jámbor Lajos lánya
- I. Ordoño, asztúriai király

## Halálozások
- Arno, salzburgi érsek
- Anianei Szent Benedek, frank szerzetes
- Borna, horvát fejedelem
- Coenwulf, merciai király
- Theodulf, orléans-i psüpök

## Fordítás
- Ez a szócikk részben vagy egészben  a(z)   821 című angol Wikipédia-szócikk ezen változatának fordításán alapul.  Az eredeti cikk szerkesztőit annak laptörténete sorolja fel. Ez a jelzés csupán a megfogalmazás eredetét és a szerzői jogokat jelzi, nem szolgál a cikkben szereplő információk forrásmegjelöléseként.